# Гірчанка нечуйвітрова
Гірча́нка нечуйві́трова, гірку́ша нечуйві́трова (Picris hieracioides) — вид рослин з родини айстрових, поширений у помірній Євразії, Індії, Непалі, Бутані.

## Опис
Дворічна трав'яниста рослина 30–75 см заввишки. Щетиниста рослина. Стеблові листки широколанцетні, 0.5-6 см шириною. Суцвіття розчепірене. Кошики численні, в щиткоподібно-волотистому суцвіття, під час цвітіння і плодоношення до 1.5 см завдовжки і 1.5 см шириною; листочки обгортки вкриті паутинистим пушком і жорсткими волосками на спинці, на краях війчасті. Квітки яскраво-жовті, відгин віночка в 2–3 рази довший від трубочки. Сім'янки жовтуваті або світло-бурі, 3 мм довжиною, серпоподібно вигнуті.

## Поширення
Поширений у помірній Євразії, Індії, Непалі, Бутані; натуралізований в ПАР, Канаді, США.
В Україні вид зростає на полях, у сухих засмічених місцях, чагарниках, на схилах — на всій території (за винятком Криму) звичайний. Бур'ян.

## Галерея

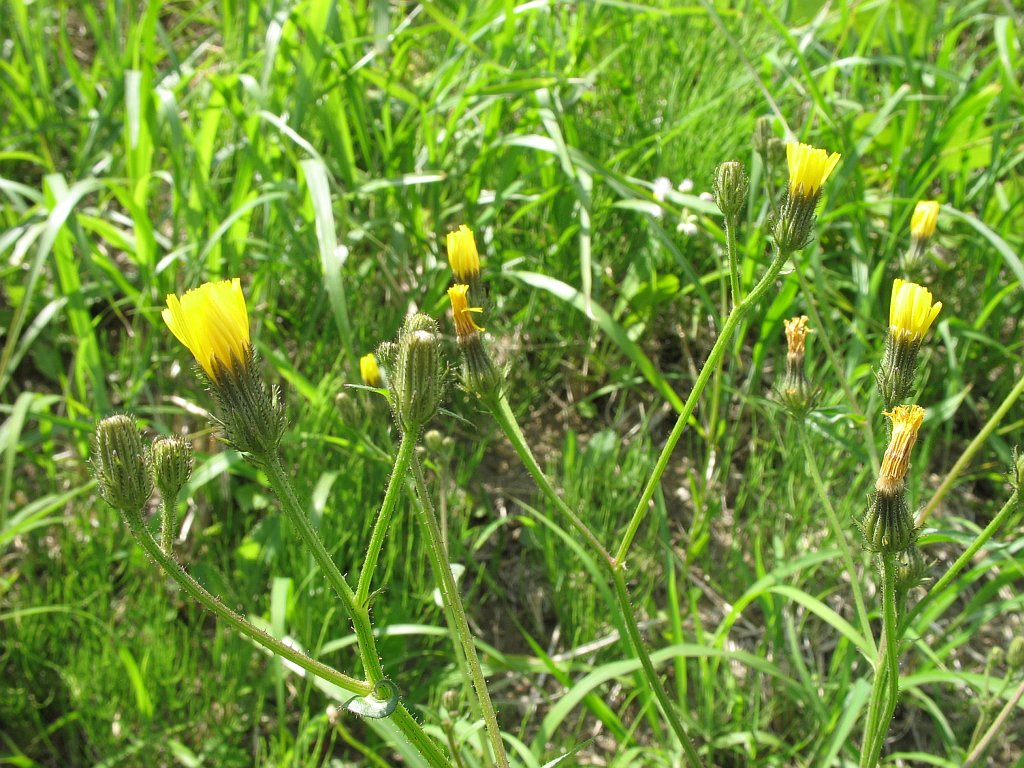
рослина у середовищі проживання
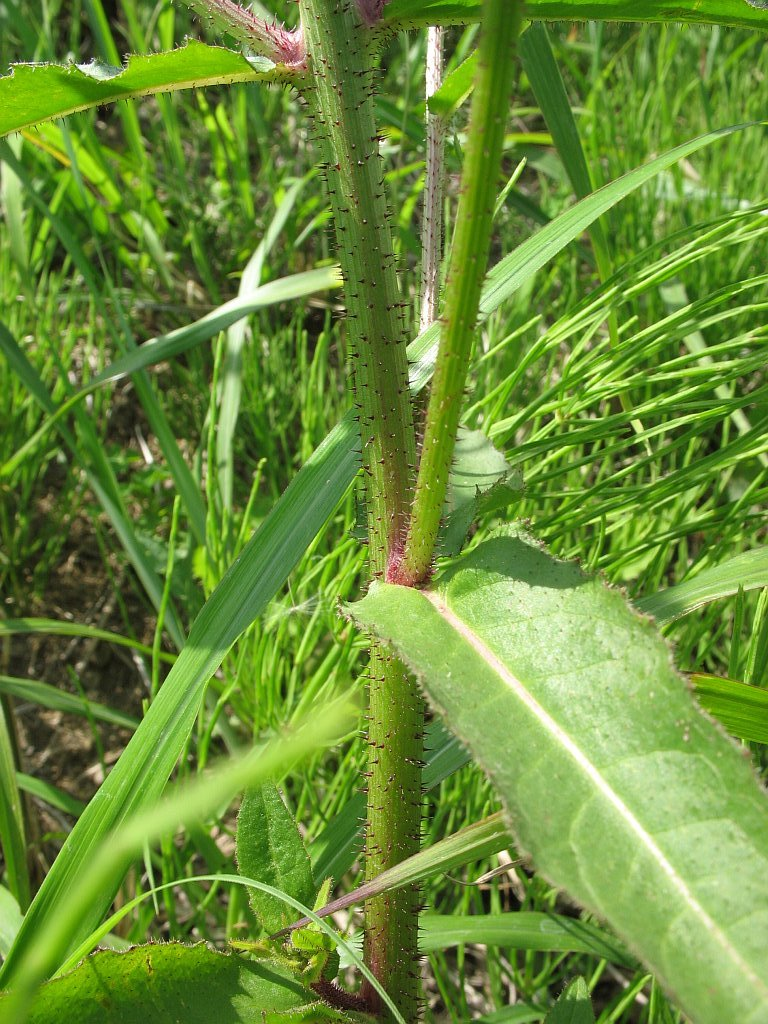
стебло й листок
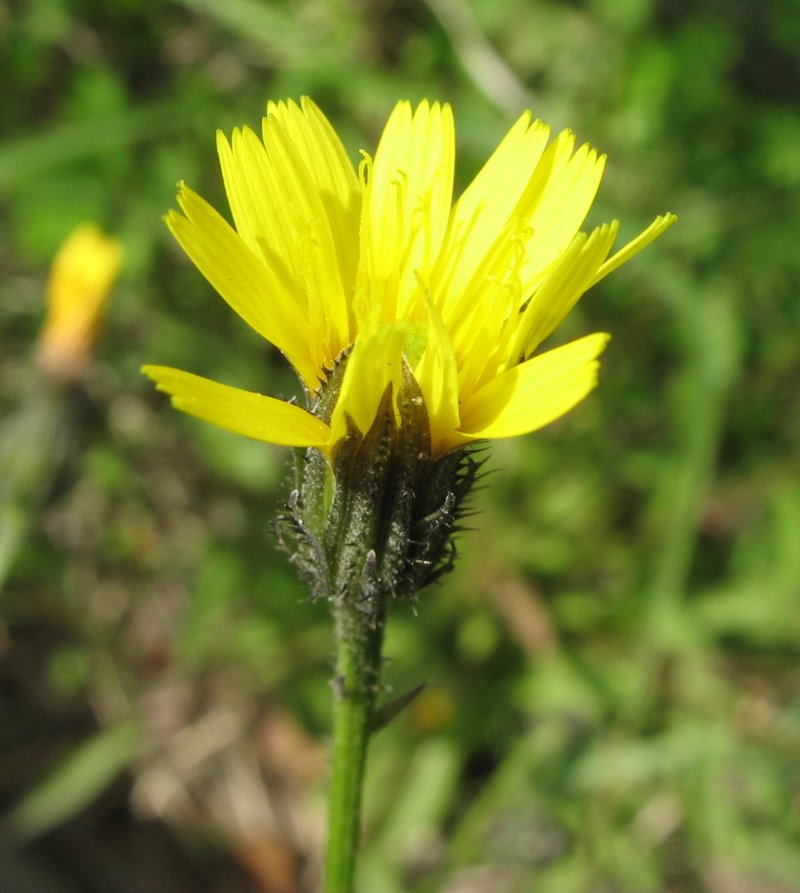
квіткова голова